# Kvanteoptik
Kvanteoptik er et felt inden for moderne fysik, hvor den kvantemekaniske teori anvendes i henhold til studiet af lys og dets vekselvirkning med stof.
På forskningsfronten er det et område, hvor der er stor aktivitet, bl.a. forskes der meget i kvanteelektronik og optisk databehandling (på engelsk: Optical Computing). 

## Historie
De lovmæssigheder der gælder om lys og dets fysiske egenskaber har i flere århundreder interesseret fysikere. Den teori der danner fundamentet for vores nutidige forståelse af lys og fotonik har været under udvikling lige siden 1700-tallet, hvor Isaac Newton fremsatte teorier om lysets egenskaber ud fra betragtninger af diffraktion gennem optiske prismer.
Den helt essentielle teori om lysets fysik blev dog først udviklet i slutningen af 1800-tallet af den engelske fysiker James Clerk Maxwell. Maxwell viste, at lys er elektromagnetisk stråling, hvilket vil sige, at lys fundamentalt set er energi, der udbredes gennem vekselvirkningen mellem et elektrisk felt og et magnetisk felt.
I starten af 1900-tallet da Max Planck fremsatte sin kvanteteori, blev vores forståelse af lys drastisk ændret. Ifølge Maxwell's ligninger og teorier var udbredelsen af lys helt bestemt en kontinuerlig bølge, men Max Planck's kvanteteori postulerede, at lys helt grundlæggende består af såkaldte kvanter, populært kaldet lyspartikler, som er en form for energi-enheder, der følger den samme bevægelse.